# Tobacco Plains Indian Reserve 2
Tobacco Plains Indian Reserve 2 är ett reservat i Kanada.   Det ligger i provinsen British Columbia, i den södra delen av landet, 3 000 km väster om huvudstaden Ottawa.
Trakten runt Tobacco Plains Indian Reserve 2 består i huvudsak av gräsmarker. Runt Tobacco Plains Indian Reserve 2 är det mycket glesbefolkat, med 2 invånare per kvadratkilometer.